# Тарасов, Денис (футболист)
Дени́с Тара́сов (латыш. Deniss Tarasovs; 14 октября 1990, Рига, Латвийская ССР, СССР) — латвийский футболист, полузащитник рижского клуба «МЕТТА/ЛУ».

## Биография
Является воспитанником рижской футбольной школы «Даугава 90», в 2008 году Денис Тарасов начал играть за основной футбольный клуб своей школы «Даугава», которая выступала в Первой лиге Латвии. В этом же сезоне «Даугава» заняла первое место в лиге и заработала право в следующем сезоне выступать в Высшей лиге.
В 2009 году Денис Тарасов в составе рижской «Даугавы» дебютировал в Высшей лиге Латвии. По итогу сезона команда заняла 8-е место и, проиграв в переходных матчах «Яунибе», была вынуждена покинуть Высшую лигу.
В начале 2010 года Денис Тарасов отправился на просмотр в клуб «Вентспилс», в котором, в конечном итоге, сумел закрепиться. В этом сезоне в рядах «Вентспилса» он провёл 10 матчей и забил один гол.
В 2011 году Денис Тарасов был отправлен в дубль — «Вентспилс-2», в котором провёл первую половину сезона. Летом 2011 года его отдали в аренду юрмальскому «Спартаку», до конца сезона.